# ソドー島
ソドー島（ソドーとう、Island of Sodor）は、ウィルバート・オードリー牧師の絵本シリーズ『汽車のえほん』およびその映像化作品『きかんしゃトーマス』の舞台である架空の島。アイリッシュ海上のマン島とイギリス本土カンブリア州のバロー＝イン＝ファーネスの間に存在するとされ、実在するウォルニー島 (Walney Island) を含んでいる。
後述の通り、ソドーの名は英国国教会に実在する「ソドー・アンド・マン教区」 (Diocese of Sodor and Man) に由来する。ギリシャのロドス島（Ródos）を逆から読んだものという説は誤り。
また、一部のネット記事などでオーストラリアのパッフィンビリー鉄道がソドー島及びきかんしゃトーマスのモデルだと紹介されている事があるが、これも誤りである。

## 成立の過程

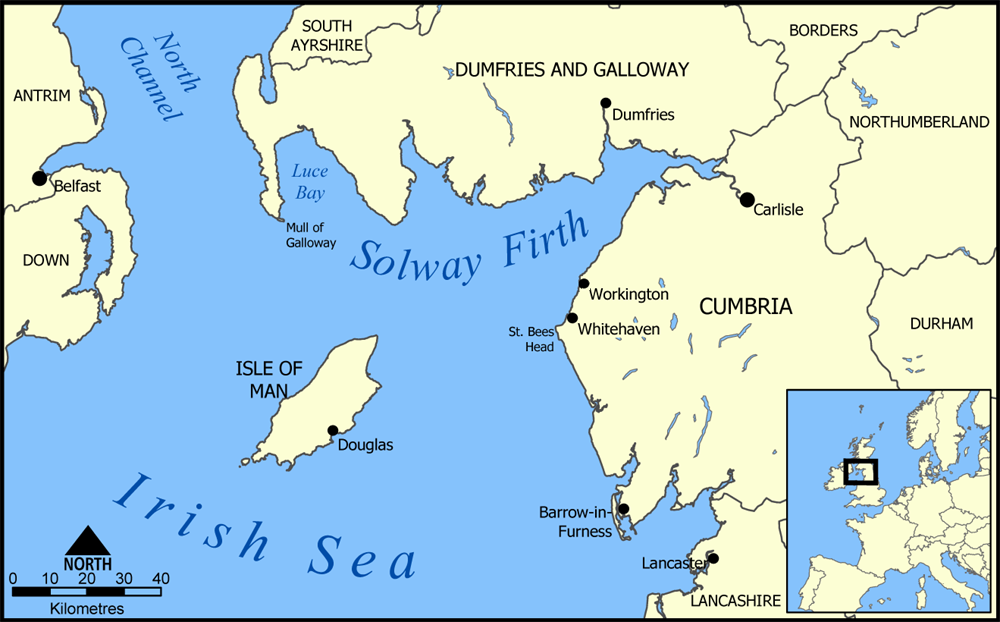
現実世界のマン島とその周辺

『汽車のえほん』シリーズが巻を重ねるにつれて、作者のオードリー牧師の許には設定の矛盾について質問する愛読者からの手紙が多数届くようになった。これらに答えるための矛盾のない設定を考えるうちに、牧師は体系的な架空の舞台設定を考案し始めた。
折しも教会の仕事でマン島を訪問したオードリー牧師は、その島を管轄する教区の名が「ソドー・アンド・マン教区」であることに気づいた。教区名からは、あたかもマン（島）と並んで「ソドー（島）」という土地が実在するようであるが、これに対応する特定の島や土地はない。オードリー牧師は、マン島とイギリス本土の間に位置する「ソドー」という名前を持つ架空の島こそが、物語のための完璧な舞台環境であると考えた。
オードリー牧師は、トーマスの支線の設定とそれを具現化した地図を1949年に、続いて島全体の体系的な設定とそれを具現化した地図を1950年に自らの手で制作し、1952年には親友のウィッカム司祭の協力を得て、島全体の彩色された立体地図を作成した。
その後も、司書を務める弟ジョージの手を借りて、歴史・地理学・言語・産業・地質学に及ぶ細かな設定が絶えず補強され続けた。1987年9月にはその集大成として The Island of Sodor: Its People, History and Railways（『ソドー島　その住民・歴史・鉄道』、日本未邦訳）が二人の共著として出版された。
テレビシリーズ化に際しては、小さな子供にも分かりやすいようThe Island of Sodor: Its People, History and Railways の精密な設定は無視されており、完全な映像化はされてはいない。またエピソード上、意図的に改変された部分もある。

## 地理

ソドー島

### 構成
アイリッシュ海上のマン島と英国本土カンブリア州バロー＝イン＝ファーネスの間にある。島の海岸線はほぼ三角形をしており、東西62マイル（99.7km）、南北51マイル（82km）で面積は1,298平方マイル（3,361.8平方km）。北西の海岸線は幅4マイル（6.4km）のサドリア海峡によってマン島と隔てられる。北東の海岸線の内、バロー＝イン＝ファーネスに向かい合う場所は、実在のウォルニー島北東部の海岸線が本来存在する場所であり、ソドー島がウォルニー島を含んだ形になっている。
島全体の人口は約177,000人。
本土側のバロー＝イン＝ファーネスとはトップハム・ハット卿が設計・建設、1915年に完成した跳開式可動橋（テレビ版ではヴィカーズタウン橋、Vicarstown Bridge）と、1908年に完成した実在の道路用可動橋であるウォルニー橋 (Walney Bridge) で結ばれている。また、ピール・ゴッドレッド近郊には水力発電所が1923年に建設され、ソドー・アルミニウム会社の工場とピール・ゴッドレッド線に電力を供給している。島の南の海岸線はアイリッシュ海に面し、複雑に入り江をつくる海岸線に港がいくつか点在する。
島で最も高い山は北部のカルディー・フェル（Culdee Fell）山であり、標高2048フィート（624.2m）。この山はスノードン山がモデルとなっている。
島の固有の言語として、マン島語とノルド語によく似たサドリア語（Sudric）があるが、現在は使われていない。一部の地名（例：レニアス/リーニアス（Rheneas）→幾筋にも分かれた滝）にその名残を留めているのみである。
島の主な産業は、農業・漁業・鉱業・観光である。農業は、カラスムギ、大麦、カブが島で収穫される主な作物である。漁業は、ティドマス近海で獲れるニシンが特産品である。なお、鮮魚列車フライング・キッパーの「キッパー（kipper）」はニシンの燻製料理を意味する。鉱業はかつて島の主な産業で、鉛、亜鉛、銀、アルミニウム、石炭などが豊富に採掘されていたが、現在は鉱山資源が枯渇し、石材、天然スレート、陶土の採取等が残るのみという設定で、テレビ版ではこの辺りの枯れた描写が出てくるエピソードも存在する。現在のソドー島における最大の収入源は、観光面での退職者向けの別荘分譲とそれに付帯する別荘族へのサービス業である。のんびりと蒸気機関車の牽引する列車で移動するのも別荘族へのサービスの一環とも言えよう。ハット卿自身も、新しい観光スポットの開発やイベントの開催などでサービス向上をめざしている。全体的にはマン島に似た島だが、王室保護領のマン島ほどの独立性はなく本土の直接支配の島、長期滞在型観光に依存した島、と言える。
以下、特に記載がない限りウィルバート・オードリー牧師とジョージ・オードリーが制作した原作版ソドー島地図、並びに『きかんしゃトーマス』の鉄道顧問サム・ウィルキンソンが発表したテレビシリーズ版ソドー島地図に準拠することとする。

### 主な町と駅

#### 本線
ティドマス/ティッドマス（Tidmouth）
ソドー島の西岸、ティド川河口に位置する島最大の町。人口35,000人。主な産業は造船・漁業・重工業。ティドマス機関庫とティドマス港の所在地。テレビ版ではタウンホールの広場の所在地でもある。フライング・キッパーが発車するのもこの港。町のモットーは「Industry and Progress（産業と進歩）」。
地名の由来は文字通りティド（Tid）川の河口（mouth）にあることから。
ティドマス駅は原作では本線の始発駅であり4番線まである大規模な中央駅で、巨大な給炭設備や転車台、機関庫が備わっているが、テレビ版ではナップフォード駅に差し替えられ、ティドマス駅自体は中規模な連絡駅となっている。ヴィカーズタウン〜バロー=イン=ファーネス間が接続された後にノース・ウェスタン鉄道の本拠地となる。テレビ版ではナップフォード駅に変更されている。更にテレビ版では近郊にロアー・ティドマス（Lower Tidmouth）駅、ティドマス・ホルト（Tidmouth Hault）駅、キャランデール（カランデール、Callandale）駅が、中心部付近に後述のタウンホール（Town Hall）駅が存在している。ロアー・ティドマス駅は本線の駅、ティドマス・ホルト駅はダックの支線上にある海辺の駅。
ナップフォード（Knapford）
ティドマスの南、エルス川河口に位置する町。人口2,000人。主な産業は農業・漁業・野鳥狩り。ナップフォード操車場、ナップフォード機関庫、ナップフォード港の所在地。テレビ版ではティドマスに代わりソドー島最大の町として位置付けられている。
ナップフォード駅は原作では本線とトーマスの支線を繋ぐ小規模な接続駅で、初出の第2巻ラストの説明では急行が止まらないと明記されているほど小規模な駅で1日に8本しか列車が発着しないが、第15巻ではそれでも急行の客車は乗り入れるようになっている。
一方、テレビ版では第1話から島の中央駅として栄えており、5番線までありドーム屋根が4つ付いた巨大な駅となっている。この他、ナップフォード港にはナップフォード・ハーバー（Knapford Harbour）駅がある。
地名の由来は、オードリー牧師がかつて教区牧師を務めていたナップウェル (Knapwell) 教区から。
クロスビー（Crosby）
島西部に位置する小さな海辺の町。テレビ版ではソドー酪農場の所在地。
11世紀、町の教会の構内に石の十字架（cross）が作られたことが地名の由来とされ、元々の地名はクロシュビャー（Croshbyr）であった。
クロスビー駅近くの待避線の先には床屋があり、暴走貨車に押されたダックが突っ込んだ。テレビ版では後に駅が再登場した時には既に床屋はなくなっていた。
ウェルズワース/ウェルスワース（Wellsworth）
島南部にある半島の北端、海岸付近に位置する町。サドリーに近接している。人口550人。ウェルズワース操車場、スクラップ置き場、チャールズ・ラクシー牧師の牧師館と果樹園、ウェルズワース病院、女子修道院の所在地。テレビ版ではソドー吊り橋と沼地の線路の所在地でもある。
7世紀、イングランド出身の宣教師ティバがこの地に井戸（well）を掘らせたことが地名の由来とされる。
ウェルズワース駅はゴードンの丘の麓にあり、本線とエドワードの支線との連絡駅である。そのため、列車牽引や車両の入れ替え、あるいは丘を登る機関車の補機を務めることを目的としてエドワードがよく駐在していることから「エドワードの駅（Edward's station）」の通称を持つ。
地名の正式な由来は、オードリー牧師がかつて教区牧師を務めていたエルスワース (Elsworth) 教区から。
ジェームスの脱線事故の際にトーマスが働いていたのもこの駅である。
マロン（Maron）
ウェルズワースの東に位置する町。北部に採石場があるが現在は使われていない。
マロン駅はゴードンの丘を越えてすぐの地点にあるため、丘を下る際に暴走を余儀なくされた機関車は大抵この付近で急停止するか事故を起こす。テレビ版では本線とウルフステッド線、及び本線の別ルートの連絡駅でもある。
クロンク（Cronk）
島の中心部から南へ下った谷間に位置する町。中世には島の旧都であったが現在は当時ほど栄えてはいない。クロンク城跡の所在地であり、西には高架橋、北にはパブリックスクールとクロンク大修道院跡も存在する。
元々の地名はクロンク＝ニー＝ブラーイド（Cronk-ny-Braaid）であり「谷間の丘」を意味する。
おおよそソドー鉄道本線の中間地点に当たる。テレビ版に登場するクロンク駅は比較的小規模な単線駅である。
キルデイン（Killdane）
クロンクのやや南東に位置する町。1967年に開業したアールズデール砂利花崗岩会社本社の所在地であり、テレビ版ではキルデイン精錬所の所在地でもある。村の外れの台地には謎の巨大な立て石が円状に連なっている。
上記の立て石のことから「悪魔の教会（Keeill-y-Deighan/Church of the Devil）」の異名を持っており、地名の由来でもある。
キルデイン駅は本線とピール・ゴッドレッド線の分岐点であり、1時間ないし30分に1本の列車が発着する。また、この駅から電気機関車が1日に4回ピール・ゴッドレッド線を通って北方へと発車する。1977年にはカートレインのターミナル駅も開業した。第1次フライング・キッパー事故が発生した場所でもある。
ケルスソープ（Kellsthorpe）
島南東部に位置する町。付近に城が存在する。
最寄り駅は町の中心部から少し離れたケルスソープ・ロード（Kellsthorpe Road）駅であり、この駅は本線とカーク・ローナン線との接続駅である。テレビ版では第8シーズン中において駅のグランドオープンが行われた。なおテレビ版では単にケルスソープ駅とも呼ばれる。
クロバンズ・ゲート（Crovan's Gate）
島の中心部から東へと続く峠道の近くに位置する町。修理工場（テレビ版ではソドー整備工場）とスカーロイ鉄道の機関庫の所在地。町のモットーは「Ave amicos cave hostes（ようこそ、友よ。敵軍に気を付けろ）」。
11世紀、ソドー島の王であったゴッドレッド・クロバン (Godred Crovan) がノルマン人の襲撃を受けた際、この近くの峠へ彼らをおびき寄せている隙にその船を破壊してノルマン人を撃退したという逸話が地名の由来とされる。
クロバンズ・ゲート駅はスカーロイ鉄道の終着駅であり本線への乗換駅。
ヴィカーズタウン（Vicarstown）
島の東側に位置する町。ソドー島とイギリス本土とを結ぶ可動橋（テレビ版ではヴィカーズタウン橋）とヴィカーズタウン機関庫の所在地。またテレビ版ではディーゼル整備工場の所在地でもある。
ヴィカーズタウン駅は、ソドー鉄道がバロー＝イン＝ファーネスまで延長される以前はソドー島のターミナル駅であり本部もあった。原作のヴィカーズタウン駅が大規模であったりヴィカーズタウン機関庫があったりするのはその名残りである。
モデルとなった町はウォルニー島のヴィッカーズタウン (Vickerstown) 。ここにオードリー牧師が自身の職業である牧師（vicar）を掛け合わせたのが地名の由来である。

#### トーマスの支線
ドライオー（Dryaw）
島西部、トーマスの支線付近に位置する村。元々は干潟干拓を行うA・W・ドライ社の労働者居住区だったが、徐々に大きな村へと発展してきた。ドライオー飛行場の所在地。A・W・ドライ社ないし「乾く（dry out）」という言葉が地名の由来とされる。
ドライオー駅はトーマスの支線の駅であり、ナップフォード駅とトリレック駅の間にある。テレビ版では原作の設定に従い模型時代は飛行場が存在していたが、ソドー空港やソドーレスキューセンターが建設されたためか第17シーズンの時点では飛行場がなくなり格納庫のみとなっていた。この他、ドライオーには貨物駅も存在し、こちらはナップフォード・ハーバー駅とトリレック駅の間の駅である。
地名の正式な由来は原作者オードリー（Awdry）牧師の名前のアナグラムから。
トリレック（Toryreck）
トーマスの支線付近に位置する村。かつてはA・W・ドライ社の本部があった。酪農場の所在地。また、南東にはトーマスが穴に落ちた鉛鉱山がある。
トリレック駅はトーマスの支線と貨物線との分岐点であり、前者はナップフォード駅、後者はナップフォード・ハーバー駅へと向かうことになる。
エルスブリッジ（Elsbridge）
トーマスの支線付近のエルス渓谷に位置する村。人口500人。エルスブリッジ高架橋とクリケット場の所在地。またテレビ版ではエルスブリッジ操車場、エルスブリッジ機関庫と客車庫、水車の所在地でもある。
エルス（Els）川に架かる橋（bridge）があることが地名の由来とされる。
エルスブリッジ駅は原作では単なる停車駅だが、テレビ版ではトーマスの支線とループ線の小規模連絡駅としての役割を果たしている。ノース・ウェスタン鉄道の開通及びアノファ採石場の開業以前はトーマスの支線の前身であるナップフォード・アンド・エルスブリッジ軽便鉄道の終着駅だった。
ウェルズワースと同様、地名の正式な由来はオードリー牧師がかつて教区牧師を務めていたエルスワース (Elsworth) 教区から。
また、山梨県富士吉田市のアミューズメント施設富士急ハイランド内のエリアである「トーマスランド」に存在するアトラクション、「トーマスとパーシーのわくわくライド」はナップフォード駅からエルスブリッジ駅まで向かうという設定である。
ハッケンベック（Hackenbeck）
トーマスの支線付近、ファーカーの西に位置する小さな村。ハッケンベック川が近くを流れている。ハッケンベックトンネルやキンドリー夫人の家の所在地。
ハッケンベック駅はエルスブリッジ駅（テレビ版ではメイスウェート駅）とファーカー駅の間にある駅。
ファーカー（Ffarquhar）
トーマスの支線の終点。バーティーの停留所でもある。ここからファーカー採石会社が運営するアノファ採石場（テレビ版ではファーカー採石場）まで専用線として路面軌道が続いており、最初の頃はトーマスが運行してたが規則違反であるため、警官による指摘以後は原則としてトビーとメイビスしか利用しない。ファーカー操車場、ファーカー機関庫と客車庫の所在地。
ファーカー駅は原作に比べテレビ版の方が小規模である。原作でトム・ティッパーが毎日郵便を受け取るのはこの駅。テレビ版第1〜7シーズンのオープニング映像に登場したのもこの駅。
「遠くにある採石場（Far-away quarry）」という言葉を元にオードリー牧師と弟ジョージが考え出した造語が地名の由来である。

#### エドワードの支線
サドリー（Suddery）
ゴードンの丘の南、エドワードの支線付近に位置する小さな町。5世紀、アイルランドの宣教師ルオックが漂着したのをきっかけに島の中心地へと成長していった。クロンクと同様にかつては島の旧都として要塞化された町であり、近代にはソドー連隊の本拠地でもあったが、現在は当時ほど栄えてはいない。サドリー大聖堂、サドリー城跡の所在地。町のモットーは「Luoc Sodoris Lux（ラテン語で『ルオック、ソドー島の光』）」。
サドリー駅はエドワードの支線中にあり、ウェルズワース駅で本線と分岐してブレンダムへと続く路線の中間地点である。テレビ版では町の郊外にロアー・サドリー（Lower Suddery）駅という小さな駅も存在する。
ブレンダム（Brendam）
エドワードの支線が走る半島の南端に位置しブレンダム湾に面している港町。人口5,000人。ソドー陶土会社の本拠地であり、ここからビルとベンが働く陶土採掘場へと専用線が続いている。またテレビ版ではソドー造船会社の本拠地でもある。第3シーズンにはソドー貿易会社の本拠地でもあった。近くに女学校がある。
ブレンダム駅はエドワードの支線の終着駅。テレビ版では町の郊外にアッパー・ブレンダム（Upper Brendam）駅も存在する。

#### カーク・ローナン線
ロルフズ・キャッスル（Rolf's Castle）
ケルスソープ・ロードからカーク・ローナンへと続くカーク・ローナン線の近くにある町。ロルフ城の所在地。
ロルフズ・キャッスル駅はおおよそカーク・ローナン線の中間地点である。
カーク・ローナン（Kirk Ronan）
島南東部に位置する港町。1865年、スカーロイ鉄道開通の頃に来島したスカーロイが船から降ろされたのはこの港。火曜日と金曜日にはここからアイルランドの首都ダブリン行きの連絡船が出港する。ローナン教会の所在地。
古代ソドー島を訪れた宣教師ローナン (Ronan of Locronan) が地名の由来とされる。カーク（kirk）はサドリア語で「教会」を意味する。
カーク・ローナン駅はカーク・ローナン線の終着駅。テレビ版では第5シーズンにおいて新たに駅がオープンし、その直後にゴードンの暴走事故がきっかけで「ゴードンの窓」が作られた。

#### ノランビー線
バラフー（Ballahoo）
島東部に位置する町。バロー＝イン＝ファーネスのベッドタウン。町の北にはヘンリーのトンネルがある。
バラフー駅はノランビー線の一部。
ノランビー（Norramby）
島の東南岸に位置する海辺の町。ソドー伯爵（公爵）を務めるノランビー家の家名の由来となった土地でもある。ノランビービーチの所在地。
本来の地名はノーマンビー（Normanby）と言い、かつてノルマン（Norman）人がこの地からソドー島へ侵入してきたという逸話が地名の由来とされる。
ノランビー駅はノランビー線の終着駅。テレビ版では町の中心部付近にチャーチ（Church）駅という駅もある。

#### 高山鉄道/スカーローイ鉄道
スカーロイ/スカーローイ（Skarloey）
島の中心よりやや東に位置する。森の中の土地で近くにスカーロイ湖がある。ここからスレートの採石場へと専用線が続いている。スカーロイ鉄道の1号機関車スカーロイの名前の由来。
スカーロイはサドリア語で「森の中の湖」を意味するとされる。
スカーロイ駅はスカーロイ鉄道内の駅。
レイクサイド（Lakeside）
スカーロイ湖のすぐそばに位置する。テレビ版では小さな港があり運河に昇開式可動橋が架かっている。
レイクサイド駅はスカーロイ鉄道内の駅。テレビ版では売店のおばさんが経営する「ネプチューン」という売店がある。
レニアス/リーニアス（Rheneas）
レイクサイドの東に位置する。付近にレニアスの滝がある。スカーロイ鉄道の2号機関車レニアスの名前の由来。テレビ版では機関車2台分の機関庫がある。
レニアスはサドリア語で「幾筋にも分かれた滝」を意味するとされる。
レニアス駅はスカーロイ鉄道内の駅。南東からの線路がこの駅で分岐し、スカーロイ駅とレイクサイド駅を通ってループ線を形成している。
グレンノック（Glennock）
スカーロイ鉄道近くに位置する村。
グレンノック駅はスカーロイ鉄道の中間にある駅。レニアス駅とクロス＝ニー＝クーン駅の間にある。
クロス＝ニー＝クーン（Cros-ny-Cuirn）
島東部に位置する。
クロス＝ニー＝クーン駅はスカーロイ鉄道内の駅。グレンノック駅とクロバンズ・ゲート駅の間にある。

#### ダックの支線(小西部鉄道)
ホールトラフ（Haultraugh）
島西部に位置する海辺の行楽地。テレビ版の設定ではこの近くにバルジーの橋がある。
ホールトラフ駅はダックの支線の途中にある。原作では家鴨のディリーはこの駅に住んでいる。
アールズバーグ（Arlesburgh）
アール川の河口域に位置する海辺の町。人気の観光地となっている。アールズバーグ機関庫とアールズバーグ港の所在地。アールズバーグ港は漁港であり、付近で産出された鉱産資源の積出港でもある。
アールズバーグにはアールズバーグ・ウェスト（Arlesburgh West）駅とアールズバーグ・ブリッジ・ストリート（Arlesburgh Bridge Street）駅がある。アールズバーグ・ウェスト駅は不景気により1度は閉鎖されたが、鉱物などの交通が滞ったためハット卿が1968年に再開。現在はダックの支線の終点でありアールズデール鉄道と接続している。この駅にアールズバーグ機関庫とアールズデール鉄道の操車場がある。原作でオリバーがスクラフィーを破壊したのはこの場所。アールズバーグ・ブリッジ・ストリート駅はアールズデール鉄道の小さな乗換駅。この駅にアールズバーグ・ブリッジ機関庫がある。かつてはミッド・ソドー鉄道のターミナル駅だった。
アールズデール（Arlesdale）
アール川が通っている渓谷に位置する村。古い鉱山に続く路線がある。
アールズデールには2つの駅があった。町の南端にあるアールズデール駅は別名アールズデール・ロード（Arlesdale Road）駅で、アールズデール鉄道によって運営されている。ここからウルフステッドへと続く道路がある。一方、町の北端にあったアールズデール駅はミッド・ソドー鉄道の駅だったが鉄道の廃線と同時に閉鎖された。

#### ピール・ゴッドレッド線
アビー（Abbey）
島の中心部よりやや南に位置する。パブリックスクール、クロンク大修道院跡、図書館の所在地。テレビ版では給炭所の所在地でもある。
クロンク大修道院（Cronk Abbey）が地名の由来とされる。
アビー駅は、キルデイン駅で本線と分岐しピール・ゴッドレッド駅へ向かうピール・ゴッドレッド線の途中にある駅。
カーク・マッシャン（Kirk Machan）
島の中心部よりやや北、カルディー・フェル山の麓に位置する村。カルディー・フェル鉄道の機関庫とマッシャン教会の所在地。
6世紀にカルディー・フェル山近くの洞窟に住んだ修道士マッシャン（Machan）が地名の由来とされる。カーク（kirk）はカーク・ローナン同様サドリア語で「教会」を意味する。
カーク・マッシャン駅はピール・ゴッドレッド線とカルディー・フェル鉄道との連絡駅。
ピール・ゴッドレッド（Peel Godred）
島北部に位置する町。元々は城郭都市であり近代にはソドー連隊の本部があった。ソドー・アルミニウム会社、水力発電所とダム、城跡、キング・オリー橋の所在地。
ピール・ゴッドレッド駅はピール・ゴッドレッド線の終着駅。テレビ版での名称は単にピール駅となっている。ここからアルミニウム工場まで専用線が続いている。また、テレビ版では近郊にキャラン（カラン、Callan）駅が存在する。

#### ウルフステッド線
ウルフステッド（Ulfstead）
島の中心部よりやや西、ファーカーの東に位置する小さな山奥の町。当初は要塞地としての町だったが、城が荒廃すると今度は考古学者らの注目を集め、やがて一種の観光地として栄えるようになった。山の奥深くにあり、冬は雪の影響を受けやすい。クリスマスや収穫祭といった行事のときに登場することが多い。トーマスとパーシーがクリスマスを前に除雪作業や郵便配達を行ったのもこの町。ソドー伯爵領ウルフステッド城とウルフの泉の所在地。テレビ版ではウルフステッド鉱山の所在地でもある。
原作の設定では町はあるがウルフステッド駅は存在しない。かつてはソドー鉄道がファーカー駅から、ミッド・ソドー鉄道がウルフステッド・ロード駅経由でそれぞれウルフステッドまでの路線拡張を計画していたが、いずれも叶うことはなかった。テレビ版では町の中心部にウルフステッド駅が、ウルフステッド城の敷地内にウルフステッド・キャッスル（Ulfstead Castle）駅がそれぞれ存在し、前者はトビーの支線の終点で後者はウルフステッド線とスカーロイ鉄道の連絡駅になっている。

#### ハーウィック線
ハーウィック（Harwick）
島の北部、オーイア川河口域を挟むように位置する小さな漁業の町。1981年現在人口5,869人。灯台、救命ボート、沿岸警備隊、ならびにマン島のラムジーへのフェリーサービスがある。1959年にはほっそり重役がハーウィックの庭園で一両の古い客車を発見した。
6世紀にハーウィックの略奪を企んでいたヴァイキングが聖マッシャンの度胸に恐れをなして計画を取りやめたという神話があるが、ヴァイキングの襲撃は8世紀以降に始まった為、この説は間違いであると考えられている。
原作の設定ではかつてハーウィックからピール・ゴッドレッドを経由してクロンクまでを結ぶ狭軌線鉄道の建設が計画されたが、クレグウィアーまで到達したところで資金が底をつき中止された。その廃線跡は今も残っている。また、アールズバーグ線からハーウィックへ路線拡張する計画があったが実現には至らなかった。テレビ版では長編第11作においてアールズバーグ・ジャンクションからハーウィックを結ぶ支線が建設され、駅も開業した。

### テレビ版オリジナルの町と駅
アールズデール・エンド（Arlesdale End）
トーマスの支線の終点ファーカーの先に位置する。トビーの機関庫の所在地。
アールズデール・エンド駅はトビーの昔の鉄道が廃線となる日に乗客がトビーに別れを告げた終点の駅。廃線と同時に閉鎖となったが、その後のシーズンではトビーの支線の再開と共にこの駅も再開された。トビーはいつもここの機関庫で寝起きしている。
なおトビーが昔居た鉄道は原作にも出てくるが、ソドー島外にある設定（ハット卿が「向こうの局長」という描写がある）で別物。
メイスウェート/メイスウェイト（Maithwaite）
トーマスの支線上に位置する。近くにメイスウェートの森やトロッター農場がある。
メイスウェート駅の位置はエピソードによって異なり、安定しない。ナップフォード駅とティドマス駅の間、ゴードンの丘からケルスソープ駅の間など様々な説があったが、現在はトーマスの支線上、エルスブリッジ駅とハッケンベック駅の間の駅として設定されている。
グレート・ウォータートン（Great Waterton）
島北東部、スカーロイ鉄道の北にある森の奥深くに位置する町。水道技術が発達しており、かつてはこの町から島中へ水を供給していた。ソドー島に初めて蒸気機関車がやって来た時この町は島の中心であり、水車を動かすための石炭をソドー路面鉄道が配達していた。やがて路面鉄道が廃線になると水道施設も閉鎖され、人々は他の町へ移住していった。長く忘れ去られていたグレート・ウォータートンの町はその後トーマスによって発見される。町は機関車やソドー建設会社の重機によって1955年春に改装され、現在は本屋や郵便局などが立ち並んでいる。近くにモーガン鉱山がある。
グレート・ウォータートン駅は町のシンボルである塔の近くにある。

### 主なスポット

#### 自然物
ゴードンの丘（Gordon's Hill）
ウェルズワース駅とマロン駅の間に位置する急な丘の通称。貨物列車を牽引していたゴードンが登り切れなかったためにこの名が付けられた。丘の距離は5マイル（8km）以上で標高差は約280フィート（85.3m）というノース・ウェスタン鉄道本線を走る機関車にとって最大の難所であり、上りでは立ち往生、下りでは暴走事故が多発する。そのため、主に麓のウェルズワース駅にいるエドワードが度々補機を務める。また、海のそばに位置しているため強い海風に見舞われることが多く、これを防止するため線路の両側に植樹が施されたが、秋には木の枯れ葉のせいで線路が滑りやすくなることも多い。
グレート・ウェスタン鉄道のキングス・ノートン駅 (Kings Norton railway station) 近くにあるリッキー・インクライン (Lickey Incline) という急勾配がモデルとされる。また、偶然にもロンドンには実際に「Gordon Hill（ゴードンの丘）」 (Gordon Hill, London) と呼ばれる場所が存在する。
カルディー・フェル山（Culdee Fell）
ソドー島の中心よりやや北東に位置する山。標高2048フィート（624.2m）で島の最高峰。南東の麓から山頂にかけカルディー・フェル登山鉄道が走っている。なお、テレビ版では南東にカルディー・フェルの丘という場所もある。
カルディー・フェル鉄道の4号機関車カルディーの名前の由来。また、スコットランド語ないしサドリア語で「カルディー」は「神の仲間」、「フェル」は「山」を意味する。6世紀、山の麓にある洞窟にソドー島の守護聖人マッシャンが住んでいたことからこの名が付けられたと思われる。
モデルになったのはウェールズのスノードン山（標高1,085m）。

#### 橋梁・トンネル
ヘンリーのトンネル（Henry's Tunnel）
バラフー駅の近くにありノース・ウェスタン鉄道本線の一部となっている長いトンネルの通称。シリーズ初期、雨に濡れるのを嫌がったヘンリーがこのトンネルに閉じこもったためにこの名が付けられた。原作では土砂崩れで一時トンネルが崩壊した。
高架橋（The Viaduct）
クロンク駅の西、アブ川に架かっていてノース・ウェスタン鉄道本線の一部となっている高架橋。ゴードンがドームを飛ばされたのはこの橋。丈夫な橋で、完成から現在までに一度しか補強工事を施されていない。
バルジーの橋（Bulgy's Bridge）
ダックの支線上にある架道橋の通称。ホールトラフ駅の近くに位置する。ダック達より早く駅に着こうとしたバルジーがこの橋につっかえて立ち往生したためにこの名が付けられた。そのため、バルジーによって壊された部分を修復した跡があるのが特徴。
テレビ版ではダックの支線上でなく本線上やトーマスの支線上の橋、あるいは架道橋でなく線路橋としてセットが流用されることも多かった。
レニアス高架橋（Rheneas Viaduct）
レニアス駅の近くにありスカーロイ鉄道の一部となっている高架橋。乗客を運ぶのに嫌気が差したダンカンがわざと停止したのはこの橋。
テレビ版ではミッド・ソドー鉄道の橋としてもセットが流用されていた。
ヴィカーズタウン橋（Vicarstown Bridge）
ヴィカーズタウンの外れに位置しソドー島とイギリス本土との間のウォルニー海峡に架かる跳開式可動橋。全長36.6m（120フィート）。1915年、ノース・ウェスタン鉄道開通から間もない頃に若き日の初代トップハム・ハット卿の手で設計された。
原作では設定のみで登場はしていないが、テレビ版では長編第8作『キング・オブ・ザ・レイルウェイ トーマスと失われた王冠』から登場。ソドー島から本土のバロー＝イン＝ファーネスまで列車を牽いて行く機関車（主にゴードン、テレビ版ではヒロ等）や、逆に本土からソドー島へやって来る別の鉄道の機関車（テレビ版では主にスペンサー、コナー、ケイトリン等）がよく利用する。

#### 鉄道設備
信号所（Signal Boxes）
島の至る所にあり、列車が安全に走行できるよう信号手がポイントを切り替えるための施設。
給水塔（Water Towers）
島中の至る所にあり、蒸気機関車が水を補給するための設備。
踏切（Level Crossings）
鉄道と道路が平面交差する場所。ソドー島の場合は白い遮断機に赤い印という、近代のイギリスの鉄道に多かった形式の踏切が利用されている。物語においては、機関車と自動車が競争をする上での弊害となったり暴走車に対する脅威になったりもする。
洗車場（The Washdown）
ティドマス機関庫のそばの作業場付近やマロン駅、ナップフォード駅、ケルスソープ駅などソドー島の至る所にあり機関車を洗車するための場所。洗車には大量の水を使うため大きな貯水塔が設置されている。第12シーズン以降は主にクロスビーの西に位置する機関庫付きの洗車場が多く登場している。

#### 機関庫・操車場・港
ティドマス機関庫（Tidmouth Sheds）
ティドマスに位置しノース・ウェスタン鉄道の機関車達が暮らしている機関庫。
原作では第1巻のみ田園地帯にあって6台、以後は海沿いにある3台～8台の機関車が入れる標準的な形状の機関庫（矩形庫）だったが、後の巻では10台が入れる扇形庫（一般的な扇形庫と違い屋内に転車台ごと存在している形状）が登場することもある。テレビ版では転車台が機関庫の前にある一般的な扇形庫であり6台の機関車が入庫可能だったが、ソドー空港の建設と同時期に拡張工事が行われ7台が入れるようになった。
原作ではゴードン、ヘンリー、ジェームス、ドナルド、ダグラス、くまなど本線で働く機関車が入庫することが多い。テレビ版では特に規則性がなくエピソードによって入庫する機関車が変わっていたが、第8シーズン（正確には長編第2作）からはいわゆる「スチームチーム」からトビーを除いた7台が入庫する機関車としてほぼ固定された。
テレビ版のティドマス機関庫とよく似た形状の機関庫にヴィカーズタウン機関庫があるが、こちらは5台用である。
ティドマス港（Tidmouth Harbour）
ティドマスに位置する大きな港。風雨を防ぐのに適した場所であり、近くの海で獲れたニシンなどの魚を積んだフライング・キッパーは主にこの港から発車する。
ファーカー機関庫（Ffarquhar Sheds）
ファーカーに位置し、トーマスの支線の機関車達が利用する機関庫。
ファーカー線がトーマスの支線になった際に建設された。この時は機関車が1台のみ入れるトーマス専用機関庫だったが、後にトビーとパーシーが支線で働くことになると2台分が増設された。そのため、先に造られた1台分と後に造られた2台分とで壁の色が異なる。
原作では機関庫の横にアニー、クララベル、ヘンリエッタ、デイジー等が暮らす客車庫が存在するが、テレビ版では客車庫はエルスブリッジにある。また、テレビ版では更にその横にエルスブリッジ機関庫があるが、ファーカー機関庫ほど多用されない。
ナップフォード操車場（Knapford Yards/Knapford Shunting Yards）
ナップフォードに位置する操車場。貨物の受け渡しや空の車両の入れ替えが行われる。テレビ版では島に数多く存在する操車場の中でも特に大規模であり、スタンリー、チャーリー、スタフォードといった小型機関車が働いていることが多い。
ナップフォード港（Knapford Harbour）
ナップフォードに位置する大きな港。ファーカー採石場で採掘された石材を用い、トーマス、トビー、パーシーの協力を得て建設が進められた。パーシーが海に落ちたりバルストロードが貨車と問題を起こしたりしたのはこの港。
トリレック駅でトーマスの支線から分岐した貨物線はこの港の南の埠頭近くにあるナップフォード・ハーバー駅へと続いている。
ブレンダム港（Brendam Docks）
ブレンダムに位置する大きな港。沢山の造船所・工場・倉庫・操車場・水路・クレーン等があり、特にテレビ版では規模が拡張されている。主にクランキー、ソルティー、ポーター、カーリーらが常駐している。同じくテレビ版ではこの港からフライング・キッパーが発車する場合も多い。
テレビ版ではブレンダム駅とは別に港からも列車が出ており、船で訪れた乗客を本線の機関車が港の岸壁から直接列車に乗せるという形を取っている。
スカーロイ鉄道の機関庫/高山鉄道の機関庫/停車場（Skarloey Railway Engine Sheds/The Depot）
スカーロイ鉄道の機関車達が寝起きする機関庫。原作やテレビ初期においてはクロバンズ・ゲートに機関庫が1ヶ所あるのみだったが、テレビ版では後に採石場や波止場など多くの場所に機関庫が追加された。最も多く利用されているのは第6シーズンから登場しミスター・パーシバルの自宅のそばにある停車場である。

#### 施設・工場
ドライオー飛行場（Dryaw Airport）
ドライオー駅の近くにある飛行場。ヘリコプターのハロルドの他、テレビ版ではタイガー・モス、熱気球、ブッチ、消防車といった乗り物が駐在していた。CG化して以来登場していなかったドライオー駅は第17シーズンで再登場したが、この時には飛行場はなくなりかまぼこ兵舎型の格納庫のみが残っていた。
ソドー製粉所
本線沿いに建つ製粉所より規模の大きい製粉所。ここで穀物や小麦などを挽き小麦が生産される。此処には専用のホッパーがあるので貨車を下に持って来れば、通常よりも早く積む事ができ、時間短縮が出来る。このホッパーでディーゼルを脅かすためトーマスが自ら小麦を被りお化けのような姿に変身した。此処では責任者兼所長のディーブが働いており、小麦を散らばして無駄にしてしまったトーマスに奥の方に小麦の貨車がある事を教えた。
スクラップ置き場/屑鉄置き場（The Scrap Yards）
機関車を始め、不要となった古い鉄製の機械や部品を壊してスクラップとして置いておくための場所。これらのスクラップは精錬所に運ばれて溶かされ再利用される。スクラップ置き場は機関車にとっての墓場であると同時に心霊スポットの定番でもあるため、多くの機関車から恐れられている。
ソドー島内にはトレバーが助け出されたウェルズワースのスクラップ置き場やオールド・スローコーチが助け出されたブレンダム付近のスクラップ置き場など複数のスクラップ置き場が存在する。中でも大きいのはウェルズワースのそれであり、長編第9作以降は移動式クレーンのレッジが働いている。
ソドー酪農場（Sodor Dairy）
トーマスの支線上、トリレック付近に位置する酪農場。近郊で使われるミルクを生産している。毎朝始発列車でファーカーからここへ牛乳を運ぶのが当初はトーマスの仕事だったが、後にパーシーないしデイジーが受け持つこととなった。
一方、テレビ版での酪農場はトリレックよりやや離れた本線上のクロスビー付近に位置し、生産したミルクは島中の駅に配達される。ミルクの他にソドーチーズも生産している。
ソドー整備工場/修理工場（Sodor Steamworks/The Locomotive Works）
クロバンズ・ゲートに位置しソドー島の鉄道車両を修理・点検するための工場。
原作では工場のディーゼルが働いている。テレビ版では主にティドマス機関庫の隣にある作業場等が修理工場の代わりとして登場していたが、長編第4作及び第13シーズンでクロバンズ・ゲートに位置するソドー整備工場が登場してからはそこで修理を受けることが主流となった。ビクターとケビンが働いている。あらゆる部品や設備を揃えており、故障車の修理だけでなく車体の塗装や燃料補給も行う。また、標準軌と狭軌の両方の機関車が入線できる。
長編第6作でディーゼル整備工場が整備される前まではディーゼル機関車の修理も行っていた。

#### 私有地
ウェルズワース牧師館の果樹園/林檎果樹園（Wellsworth Vicarage Orchard/Apple Orchard）
ウェルズワースの教区牧師チャールズ・ラクシーが営む果樹園。エドワードの支線の沿線に位置する。林檎などを栽培している他、蜜蜂を飼育していることもある。トレバーは普段ここで働いている。

#### 鉱山
クレイ・ピッツ/陶土採掘場（Sodor Clay Pits/The China Clay Works）
ブレンダムの近くに位置する粘土採掘場。ソドー陶土会社の本拠地であり、同社所属のビルとベンの他、テレビ版ではティモシーとマリオンもここで働いている。ここで採れた粘土カオリンは専用の路線でブレンダムの港へと運ばれ、陶土として陶器・紙・絵の具などの材料になる。
強度の低い粘土が豊富な軟弱地盤であるため、地すべりが発生したことが何度かある。
ファーカー採石場/センター・アイランド採石場/アノファ採石場（Ffarquhar Quarry/Centre Island Quarry/Anopha Quarry）
トーマスの支線の終点の先に位置する採石場。ファーカー採石会社の本拠地であり、同社所属のメイビスはここで働いている。トーマスの支線からこの採石場までは路面区間となっているため、主に牛除け板を持つトビーやバスのバーティーが作業員の送迎を行っている。トビーとヘンリエッタ（原作ではビクトリアも）の送迎列車は1日に4回運行される。
スカーロイ鉄道の採石場/高山鉄道の採石場（Skarloey Railway Slate Quarry）
スカーロイ鉄道のスカーロイ駅の先に位置するスレート採石場。急斜面での重力を利用した貨車移動が特徴的だが、この移動方法が事故の原因となることも多い。テレビ版ではCG化以降、新たにブルーマウンテン採石場が登場してから一切登場しなくなった。

#### 遺跡
ロルフ城（Rolf's Castle）
カーク・ローナン線の沿線に位置する城跡。ロルフズ・キャッスルという町の名の由来。かつてはソドー島の主教が本拠地とする要塞教会だった。
ウルフステッド城（Ulfstead Castle）
ウルフステッド郊外の高地に位置し、かつてソドー伯爵家が居城としていた城跡。
原作では上記の設定のみだったが、テレビ版では新たに下記のような設定が加えられ本編に登場した。
現在の領地所有者は現ソドー伯であるロバート・ノランビー伯爵であり、世界探検から帰還した際に長らく留守にしていた廃城を再建した上で、世界中の歴史的品々を展示し一般公開している。現在はマロン駅からソドー鉄道の支線が続いている。第18シーズンからは恐竜パークが併設された。
歴史マニアであると同時に鉄道マニアでもある伯爵の趣味の影響で、城内を含む領地には線路(三線軌条)が敷設されており、スティーブンとミリーとグリンが城内施設で観光客輸送として働いているほか、コナーとケイトリンがソドー島内外からの観光客輸送列車を運行している。また、城の近くにウルフステッド鉱山がある。
伯爵家より昔にはゴッドレッド王が居城にしていたとされる。

### テレビ版オリジナルのスポット

#### 自然物
ヘンリーの森（Henry's Forest）
本線上に位置し、杉や樫の木が数多く生えている深い森。子供達の笑い声や動物の鳴き声が響いており、ヘンリーのお気に入りの場所の一つである。嵐で一度木々が倒れたが、トビーの協力によりトレバーやテレンスが植樹を行った。「願いの叶う木」や高い松の木がある。
霧の谷/ミスティ渓谷（Misty Valley）
ミスティ・バレー線上に位置する渓谷。霧が立ち込めている上に落石の危険があるため、濃霧が出ると沿線に住んでいるフォッグマンのシリルが線路に信号雷管を仕掛けて通過する機関車に注意を促す。
ブラック湖（Black Loch）
カラン城の近くに位置する湖で、すぐそばをブラック・ロッホ線が走っている。周辺の土地では土砂崩れや落石が起きやすい。アザラシの親子が住んでいる。
入り江/ブラッフズ・コーブ（Bluff's Cove）
ダックの支線上のホールトラフ駅とアールズバーグ・ウェスト駅の間に位置する入り江で、ソドー鉄道の駅がある。ビーチや学校があり、観光客の行楽地として名高い場所。
シェン渓谷（Shen Valley）
アビーの北、シェン・ヴェン山の西に位置する渓谷。緑に溢れ自然豊かな観光地である。
風の鳴く森（Whistling Woods）
ゴードンの丘の北に位置する深い森。
原作では上記の設定のみだったがテレビ版で新たな設定が加えられ本編に登場した。ソドー鉄道のウルフステッド線が通っている。木々の間を吹き抜ける風が音を立てることからこの名で呼ばれる。滝や花畑がある他、フクロウ、ウサギ、リスなどの動物が数多く暮らしている。ヒロが長年放置されていたのはこの森の外れ。
ささやきの森（Whispering Woods）
ロルフズ・キャッスルの北に位置する森。近くをソドー鉄道の本線が走っている。ピクニック広場やイベント会場となることが多い。

#### 建築物
風車（The Windmills）
ソドー島に複数存在するオランダ様式の風車。多くは製粉に利用されている。ナップフォード駅とドライオー駅の間に位置するもの、エルスブリッジ駅とクロスビー駅の間に位置するもの、バラッドライン駅とケラビー駅の間に位置するもの、キラバン駅とキャバルヌー駅の間に位置するもの、それにティドマス・ベイ駅とロアー・アールズバーグ駅の間に位置するトビーの風車などがある。
歴代オープニング映像ではシーズンによって形状に差はあるが全てに風車が登場している。
水車小屋（The Watermill）
エルスブリッジ駅付近に位置する水車小屋。
第6シーズン及び第8シーズン以降のオープニング映像に登場している。

#### 橋梁・トンネル
ビッグ・ディッパー橋（The Big Dipper）
長編第1作『魔法の線路』に登場した高い石橋。カーク・ローナンの対岸に位置する。作品中盤から要石が崩れ始め、終盤で物語の鍵を握った。
ソドー吊り橋（Sodor Suspension Bridge）
ウェルズワース駅の西、リーグ川に架かる大きな吊り橋。行楽客に人気のある観光スポットの一つだが、一度は嵐のために崩壊してしまった。その後すぐにトーマスの協力で橋桁が修理され現在に至る。また、第19シーズンで海側の１線を除いて部分的に崩壊した。
ローリング・リバー橋（Rolling River Bridge）
レニアスの北に位置する古い橋。トーマスはダンカンに教えられた通りにこの橋を通って波止場へ行こうとしたが、激しく老朽化していた橋はトーマスの目の前で崩壊する。これによってトーマスが別の線路を進んだことが、彼がグレート・ウォータートンを発見するきっかけとなった。
沼地の線路/フェンランド（The Fenland Track/The Fenlands）
ウェルズワース駅近く、本線とエドワードの支線との合流点付近に位置する線路。広い沼地があるためソドー鉄道の線路は低い橋の上に敷かれているが、木製で古いので壊れやすく、これまでにもスペンサー、ゴードン、ジェームスが事故を起こしている。
ミスティアイランドトンネル（Misty Island Tunnel）
ソドー島とミスティアイランドとを結ぶ海底トンネル。ソドー島側の入口はソドーレスキューセンター付近にある。
かつては封鎖されていたが、トーマスが行方不明となった際に封印が解かれた。ウィフはこのトンネルを何度も使用したことがあり、トーマスがミスティアイランドにいると判明した折にはパーシーと共にこのトンネルを通ってミスティアイランドへ向かった。
それから間もなくレスキューセンターの開業と同時にトンネルも再開通され、観光客や木材を載せて二つの島を行き来するのに頻繁に利用されるようになった。

#### 鉄道設備
石炭ホッパー（The Coal Hoppers）
ソドー島の蒸気機関車が石炭を補給するための設備。第13シーズン以降はクロスビー近郊に位置するものが特に頻繁に登場する。この他、ソドー島には採石場の石材ホッパーや製粉所の小麦粉ホッパー、ちんまり鉄道の砂利落としといった様々な用途のホッパーが存在する。

#### 機関庫・操車場・港
波止場（The Wharf）
クロバンズ・ゲートの北東にある波止場。ソドー鉄道と高山鉄道が連絡する駅の他、大きな操車場や工場、倉庫などが沢山あり、運河ではボートや艀が積み荷を載せて忙しなく動いている。クレーンのコリンが働いているのはこの波止場。

#### 施設・工場
ソドー精錬所/キルデイン精錬所（Sodor Ironworks/Sodor Steelworks/The Smelters Yard）
キルデイン駅付近で本線から分岐した支線の先に位置する大きな精錬所。スクラップ置き場から運ばれてきたスクラップをここで溶かし、新しい鉄として再利用する。スクラップを掴むための鉤の手や溶かすための溶鉱炉が設置されている。所内は薄暗いながらも赤く不気味に光り時折火花が散る。スクラップ置き場と同様に幽霊機関車の怪談の舞台となることが多く、機関車達からは恐れられている。
スクラップディーゼルのハリーとバートを所有しており、ステップニーやファーガスは彼らによってスクラップにされかけたことがある。
模型撮影時代は精錬所の専用セットが存在しなかったため毎回登場する度に外観が変化していたが、これらが全て同じキルデイン精錬所なのかどうかは不明。
給炭所/炭鉱（The Coaling Plant/The Coal Mine）
蒸気機関車が石炭を補給ないし別の場所へ運搬するための施設。ゴードンの丘の麓で北に分岐した支線の先に位置し、石炭ホッパーの他に貨車から石炭を降ろすための昇降機なども設置されている。また、長編第2作ではこの場所で蒸気機関車とディーゼル機関車の会議が行われた。
第5シーズンでは給炭所と同時に炭鉱が登場していたが、これはソドー島の石炭は本土から仕入れているという原作本来の設定に矛盾する。
学校（The School）
ソドー島に複数存在する学校。校庭の先にソドー鉄道用の小さなプラットホームがあるものが特に有名。この学校の他に入り江の近くにも学校があり、更に原作の設定ではブレンダム付近にソドー女学校が、アビー付近にパブリックスクールがそれぞれ存在する。
ソドー空港/ソドー・エアポート（Sodor Airport）
マロンの南に位置する空港。長編第2作中で建設された。ジェレミーを始めとする航空機が沢山の観光客を乗せて遠くの空港との間を行き来している。
乗換駅（Transfer Yards）
ソドー鉄道と高山鉄道の小さな連絡駅。クロバンズ・ゲートの北西に位置しており、主に貨物の入れ替えなどに利用される。近くには操車場や転車台もある。
ソドー・ベーカリー（Sodor Bakery）
カーク・ローナンの対岸に位置し、ソドー島中に運搬するためのパンやケーキを生産している。
タウンホールの広場（Town Square）
ティドマス駅の北に位置する広場。大きなタウンホールとソドー鉄道用の駅があり、毎年ここでオペラ歌手アリシア・ボッティのコンサートや子供達の雪だるまパーティーが開催される。
ソドーレスキューセンター（Sodor Search and Rescue Centre）
マロンの南、サドリーの東の海岸に位置する救助施設。建物の木材には日本及びミスティアイランドで産出されたジョビの木を用いており、長編第5作中で建設され1960年春に完成した。すぐ近くにミスティアイランドトンネルの入口がある。
完成以後はヘリコプターのハロルド、クレーン車のロッキー、救命ボートのキャプテン、大型レッカー車のブッチ、消防機関車のベル、特殊消防車のフリンら緊急車両たちが常駐しており、彼らのためのヘリポートや機関庫、停泊所なども備えられている。
ウィフのゴミ処理場/ゴミ集積場（Whiff's Waste Dump）
ソドー島の中心部付近、ピール・ゴッドレッド線上に位置しウィフとスクラフが働いているゴミ処理施設。島中のゴミが回収されてここに集められ、処理・集積される。ゴミ用のクレーンや破砕機、焼却場などが存在する。
ソドー動物園（Sodor Animal Park/Sodor Wildlife Centre）
サドリーの南東、エドワードの支線沿いに位置する動物園。第14シーズン中に開園し、今では島の人々や観光客に人気のスポットとなっている。中でもソドー島中でここにしかいないキリンやゾウといった動物は注目の的。
ディーゼル整備工場（Sodor Dieselworks/Vicarstown Dieselworks）
ヴィカーズタウン郊外の荒野風の土地に建つ修理工場。ディーゼル機関車の修理・整備を専門にしている。
かつては蒸気機関車の整備を中心とするソドー整備工場や、ソドーレスキューセンター建設の方が優遇されており、ディーゼル整備工場は建物や設備もみすぼらしいまま整備されていないことからディーゼル機関車達も不満を抱えていた。
蒸気機関車がここへ来ることもタブーとなっていたが、トーマスとの確執を経てディーゼルから誘惑されてやって来たパーシーをディーゼル10が仲間に引き入れる。一時はトーマスとケビンをここに軟禁し、無人のソドー整備工場を占領するに至った。その後、ディーゼル10が起こした火花が原因で火災が発生し、パーシーの要請で救援にきたベルとフリンが鎮火する。トップハム・ハット卿がこの騒動を咎めた上で新たにディーゼル整備工場を改装し、以前よりも豊かな修理工場に生まれ変わった。
現在はデンとダートが常駐して働いている。工場内の設備としては上下移動式転車台、クレーンのハッピー・フック、車両修理用ジャッキ、巨大万力、ディーゼル10専用機関庫などがあり、敷地内には5台分の機関庫、スクラップ置き場、精錬所もある。シドニーは新しい車輪を待って工場内のクレーンで二年間宙吊りになっていた。

#### 私有地
マッコール農場（McColl's Farm/Farmer McColl's Farm）
トリレック近郊、トーマスの支線沿いに位置する大農場。農夫のマッコールが所有・経営している。
牛、羊、鶏、それに牧羊犬のケイティーなど多くの動物がおり、畑では苺やトマト、じゃがいもなどが育てられている。
ボックスフォード公爵夫妻の別荘（The Duke and Duchess of Boxford's Summer House/Boxford's Summerhouse）
ウルフステッド線の沿線にある別荘。ボックスフォード公爵夫妻がスペンサーに乗ってソドー島にやって来た時に滞在する場所であり、長編第4作中に建設された。風の鳴く森のすぐ近くに位置する。別荘の前には公爵夫妻がスペンサーに乗車するためのプラットホームがありボックスフォード駅という駅名がある。
トロッター農場（Trotter's Farm/Farmer Trotter's Pig Farm）
エルスブリッジとメイスウェートの間、トーマスの支線沿いに位置し農夫のトロッターが経営している養豚場。

#### 鉱山
ボルダー採石場（Boulder Quarry）
マロンの北に位置する廃鉱山。
原作では上記の設定のみだったがテレビ版で新たな設定が加えられ本編に登場した。ウルフステッド線から分岐した支線の先にあった採石場。ソドー鉄道と高山鉄道が連絡している。ここの鉱山で採掘される岩が様々な用途に利用できるため新しく採石場の開発が進められていたが、高い山の頂にあった丸い巨岩ボルダーがドリル車のサンパーが与えた衝撃によって落下し、機関車達を追いかけ回した末に機関庫を破壊した。この被害によりトップハム・ハット卿は鉱山の閉鎖を決定した。
古い鉱山/バートラムの鉱山（The Old Mine/Bertram's Mine）
ファーカー・ロード付近に位置する古い鉱山。
原作では上記の設定のみだったがテレビ版で新たな設定が加えられ本編に登場した。かつては小さな機関車達が働いていた金鉱だったが間もなく廃鉱となり、古い機関車バートラムが取り残されていた。その後、トップハム・ハット卿の計画により遊園地として整備されて観光地となり、現在はトビーとバートラムが観光客を運んでいる。
モーガン鉱山（Morgan's Mine）
グレート・ウォータートンの北、カルディー・フェルの丘の中でもカルディー洞窟と反対側にある鉱山。現在は使われていないが、グレート・ウォータートンの復旧作業中に一人で片付けをしていたトーマスが暴走貨車を探しに行った際にここを走り抜けた。鉱山内には危なっかしい橋や凸凹の線路があり、線路の先は行き止まりでその向こうは水浸しとなっている。
ソドー・スレート採石場（Sodor Slate Quarry）
シェーン・ドゥーイニー山の北麓、ブルーマウンテン採石場の南にある採石場。ソドー鉄道の機関車達が働いている。
ブルーマウンテン採石場（Blue Mountain Quarry）
シェーン・ドゥーイニー山の北麓に位置する採石場。ソドー鉄道と高山鉄道が連絡しており、三線軌条が多用されている。ウェールズのディノウィク採石場 (Dinorwic Quarry) やペンリン採石場 (Penrhyn Quarry) がモデルと考えられている。
スカーロイ、レニアス、サー・ハンデル、ピーター・サム、ラスティー、ルークといった高山鉄道の機関車達が中心になって働いている他、移動式クレーンのメリックや貨車巻き上げ機のオーエンを始め多数の機械や重機が動いている。ここで採掘された砕石は主にパクストンがブレンダムの港まで運ぶ。ルークはソドー島到着直後の事故以降、長年ここで他の機関車達に匿ってもらっていた。
ウルフステッド鉱山/スティーブンの鉱山（Ulfstead Mine/Stephen's Mine）
ウルフステッド城へ続く坂道の中腹にある廃鉱山。以前は開発されていたが、やがて働き手がいなくなり鉱山の入口は板で塞がれた。その後トーマスとパーシーと貨車が起こした事故によってスティーブンが閉じ込められ、偶然にも鉱山の中で約千年間も行方不明だったゴッドレッド王の王冠を発見した。スティーブンが救出されると入口は再び板で塞がれたが、後にパーシーが暴走させた貨車によりまたしても破壊された。21シーズンでは、何故か入口が空いており、フィリップが中に入っていった。

#### 遺跡
ソドー城（Sodor Castle）
グレンノックとレニアスの間の湖畔に位置する城跡。すぐそばの土手道を高山鉄道の線路が走っている。
ティドマス・ベイ城（Tidmouth Bay Castle）
トビーの支線沿い、バートラムの鉱山の近くに位置する城。トビーらによって発見され島の観光名所として再建された。
すぐ近くにソドー鉄道の駅があり、トビーの支線の一部である。
カラン城/ロッホ城（Callan Castle/Castle Loch/The Scottish Castle）
島北部、ピール・ゴッドレッドの北東に位置する城。スコットランド出身のカラン卿（カレン卿）が居城とする。第7シーズンでドナルドとダグラスの協力により再オープンした。
すぐ近くにソドー鉄道の駅があり、ブラック・ロッホ線の一部である。ブラック湖も近くにある。

### 企業
ソドー陶土会社（Sodor China Clay Company, SCC）
ブレンダムの近くにある陶土採掘場を経営している会社。1948年開業。ブレンダム港及びブレンダム駅から採掘場までの専用線を保有している。ビルとベンを所有している他、テレビ版ではティモシーもこの会社の所属であることが分かっている。
ファーカー採石会社（Ffarquhar Quarry Company, FQC）
トーマスの支線の先のアノファ採石場を経営している会社。ディーゼル路面機関車のメイビスを所有している。
C・G・スレート会社（C.G. Slate Company）
スカーロイ付近の採石場からスレートを採掘している会社。スレートはスカーロイ鉄道がクロバンズ・ゲートまで運搬してノース・ウェスタン鉄道に託すため、この会社もクロバンズ・ゲートを本拠地としている。
クロバンズ・ゲート鉱業会社（Crovan's Gate Mining Company）
スカーロイ鉄道開業から間もない頃に鉱物を採掘していた会社。貨車の移動には重力と馬、後にスカーロイのような機関車を使用していた。ソドー・アンド・メインランド鉄道のニールらもここで働いていた。C・G・スレート会社の前身。
アールズデール砂利花崗岩会社（Arlesdale Ballast & Granite Company/Arlesdale Ballast Granite & Gravel Company）
キルデインに本社を置いている会社。アールズデール地方で採れる砕石の作用が広まった1967年に開業した。同地方で採掘される砂利や花崗岩を加工処理するための処理場を保有している。
ソドー・アルミニウム会社（Sodor Aluminium Company）
ピール・ゴッドレッドから2km北に位置する会社。ティドマスから購入したアルミナを用いてアルミニウムを製造している。アルミナの電気分解には大量の電力を必要とするため、工場は発電所のすぐ近くにある。1947年のミッド・ソドー鉄道廃線後、ファルコンとスチュアート（＝後のサー・ハンデルとピーター・サム）は一時期この工場で働いていた。
ピール・ゴッドレッド電力会社（Peel Godred Power Company）
ピール・ゴッドレッドから1マイル（1.6km）北に位置する会社。ピール・ゴッドレッド郊外の水力発電所とダムを動かしている。1923年開業。

### テレビ版オリジナル企業
ソドー造船会社（Sodor Shipping Company）
大規模な造船会社。第2シーズン中はナップフォード操車場を本拠地としていたが、それ以降はブレンダムの港が本拠地となっている。ブレンダム港の管理人の事務所もここにある。
ソドー貿易会社（Sodor Trading Co.）
第3シーズン中、ブレンダム港を本拠地としていた会社。本社の建物のモデルはグロスター港の水路博物館。
ソドー金鉱会社（Sodor Gold Company）
島北西部の古い金山を開発していた会社。ミッド・ソドー鉄道の収入源の一つだったが、鉄道閉鎖の直前に鉱山を閉鎖し廃業した。この金鉱ではかつて小さな機関車達が働いており、バートラムもその一台だった。
ソドー建設会社/パッカード商会/パック（Sodor Construction Company/Packard and Co./The Pack）
ソドー島中の建造物建設や取り壊しを受け持つ会社。ホイールローダーのジャックを始めとする重機達が所属している。パッカード氏が創設し、現在はその娘のジェニー・パッカードが総責任者を務めている。エルスブリッジとクロスビーの間に本社並びに重機達の車庫を保有している。

## ノース・ウェスタン鉄道（ソドー鉄道）
原作では舞台である鉄道の名称を特定する記述は特にない。ノース・ウェスタン鉄道（North Western Railway, 北西部鉄道）の正式名称は、書籍『The Island of Sodor: Its People, History and Railways』（日本未邦訳）の本文中にのみ登場する（ただし、略称の「NW」は第15巻の意地悪なブレーキ車などに表記されている）。
テレビ版では単純に「Railway」、日本語版では「ソドー鉄道」という名称が劇中及び関連書籍などで使用されている。
長編第10作「トーマスのはじめて物語」で初めてノース・ウエスタン鉄道という呼称が登場し、以降度々使用されている。また、塗装変更後のロージーやレベッカの車体に「NWR」の文字が入っている。
局長（シリーズ開始時は重役）のトップハム・ハット卿が運行を受け持っている。モットーは「Nil Unquam Simile」（ラテン語で「他の何処とも違う」）。
島の三大私鉄であったソドー・アンド・メインランド鉄道（S&M）とティドマス・ナップフォード・アンド・エルズブリッジ軽便鉄道（TK&E）、ウェルズワース・アンド・サドリー鉄道（W&S）を前身とし、1914年に開業。1925年にロンドン・ミッドランド・アンド・スコティッシュ鉄道の了承を得て本土まで路線を延長し、1926年に本線の機関庫がヴィカーズタウンからティドマスに移され現在に至る。本土の鉄道が国有化された後は急行がティドマスまで乗り入れてくるようになった。本土の鉄道が乗り入れることから分かるように軌間は1,435mm（標準軌）。ピール・ゴッドレッド線を除き非電化。保安装置の導入状況は作中言及されていないが、信号による閉塞は実施されている。
以下、原作とテレビ版の双方に登場する路線上においてテレビ版にのみ登場する駅や原作の既存駅と駅名が異なるものがある場合は〈〉内に記す。

### 本線
ティドマス（Tidmouth）→〈ロアー・ティドマス（Lower Tidmouth）〉→ナップフォード（Knapford）→クロスビー（Crosby）→ウェルズワース（Wellsworth）→〈停車駅（The Halt）〉→マロン（Maron）→クロンク（Cronk）→キルデイン（Killdane）→〈バラッドライン（Balladrine）〉→〈ケラビー（Kellaby）〉→〈ささやきの森の停車駅（Whispering Woods  Halt）〉→ケルスソープ・ロード（Kellsthorpe Road）〈ケルスソープ（Kellsthorpe）〉→クロバンズ・ゲート（Crovan's Gate）→ヴィカーズタウン（Vicarstown）→バロー＝イン＝ファーネス（Barrow-in-Furness）
全長約80マイル（128.7km）。ティドマス駅でダックの支線、ナップフォード駅でトーマスの支線、ウェルズワース駅でエドワードの支線、クロバンズ・ゲート駅でスカーロイ鉄道と連絡しており、キルデイン駅でピール・ゴッドレッド線、ケルスソープ・ロード駅でカーク・ローナン線、クロバンズ・ゲート駅とヴィカーズタウン付近でバラフー線がそれぞれ分岐している。また、テレビ版ではクロスビー付近でループ線が、ウェルズワース付近で炭鉱専用線が、マロン駅でウルフステッド線が、マロン駅とケルスソープ・ロード付近で本線別ルートが、キルデイン付近で産業用支線が、ヴィカーズタウン付近でディーゼル整備工場専用線や貨物駅専用線がそれぞれ分岐している。同じくテレビ版ではクロバンズ・ゲート〜ヴィカーズタウン間にグレート・ウォータートンへと向かう分岐線も存在しブルーベル線と接続している。
バロー＝イン＝ファーネス駅はウォルニー海峡を隔てた本土側にあり、本土とは若き日のトップハム・ハット卿が設計した跳開式可動橋により繋がっている。
主な運用は急行ワイルド・ノーウェスター号で原則としてゴードンが担当していたが、原作では42巻で彼が急行牽引を引退して以降ピップとエマが後継となった。他の旅客列車は主にヘンリー、ジェームス、ベアー（原作のみ）らが担当する。臨時鮮魚列車フライング・キッパーは主にヘンリーが担当するが、何かと災難の尽きない列車である。その他の貨物列車や入れ替えは主にドナルドとダグラス、それに工場のディーゼル（原作のみ）らが担当。貨物の内容はバラスト、鉛、亜鉛、銀、スレート、ボーキサイト、石材、魚など。

### ファーカー線（トーマスの支線）
ナップフォード（Knapford）→ドライオー（Dryaw）→トリレック（Toryreck）→〈運動場駅（Sports Field Halt）〉→エルスブリッジ（Elsbridge）→〈メイスウェート（Maithwaite）〉→ハッケンベック（Hackenbeck）→ファーカー（Ffarquhar）
ティドマス・ナップフォード・アンド・エルスブリッジ鉄道の路線を利用した支線。脱線したジェームスを救助したトーマスに褒美として与えられた。
ナップフォード駅で本線から分岐している。ファーカー〜アノファ採石場間には5マイル（8km）の路面区間がある。ファーカー方面から続いてきた支線はトリレック駅で二手に分かれており、一方はドライオー駅を経由してナップフォード駅へ至るのに対しもう一方はドライオー貨物駅を経てナップフォード・ハーバー駅へ到達する貨物線である。また、テレビ版ではエルスブリッジ駅でループ線と連絡している他、採石場専用線の先ではアールズデール・エンド駅でトビーの支線と連絡している。
主な運用は旅客列車と終点の先にあるアノファ（ファーカー）採石場からナップフォード港へ砕石を運び出す貨物列車である。トーマスとデイジーが旅客運用、トビーが採石場作業員の送迎、パーシーが貨物運用を担当することが多い。貨物の内容は砕石、農業生産物、乳製品など。

### ウェルズワース線（エドワードの支線）
ウェルズワース（Wellsworth）→サドリー（Suddery）→〈ロアー・サドリー（Lower Suddry）〉→〈アニマル・パーク（Animal Park）〉→〈ディングリー・ホール（Dingley Hall）〉→〈アッパー・ブレンダム（Upper Brendam）〉→ブレンダム（Brendam）
ウェルズワース・アンド・サドリー鉄道の路線の一部を利用した路線。
原作21巻ではこことトーマスの支線は線路や橋の強度が低いため、ゴードンやヘンリーといった大型機関車は原則入れないという説明があるが、テレビ版ではブレンダム港の発展により線路や橋が強化され、大型機関車も通行可能となった。
ウェルズワース駅で本線から分岐している。テレビ版ではサドリー付近でソドーレスキューセンター専用線が分岐している。
旅客列車は本線へ直通しティドマス（Tidmouth）まで運行されることもある。エドワードが主な運用を担当し、ボコやドナルドとダグラス、またはビルとベンがその他の運用を担当する。ブレンダムからソドー陶土会社の専用線へ接続している。

### アールズバーグ線（ダックの支線、小西部鉄道）
ティドマス（Tidmouth）→〈タウンホール（Town Hall）〉→〈ティドマス・ホルト（Tidmouth Hault）〉→ホールトラフ（Haultraugh）→〈ブラッフズ・コーブ（Bluff's Cove）〉→アールズバーグ・ウェスト（Arlesburgh West）
1916年に開通した海岸沿いの支線。1947年にアールズデール地方の鉱山が閉鎖されてからは支線も閉鎖同然の状態であったが、1964年にアールズバーグ港の開通と同時期に運転を再開し、操車場での働きぶりが認められたダックが抜擢されバラスト用の砕石とアールズデール鉄道の観光客を運ぶようになった。
ティドマス駅で本線と接続し、終点のアールズバーグ・ウェスト駅ではアールズデール鉄道へ接続している。また、テレビ版ではティドマス付近でループ線が、ブラッフズ・コーブ付近でトビーの支線が分岐している。
大西部鉄道出身のダックとオリバーが主に旅客運用を担当し、ドナルドとダグラスがその他の貨物運用を担当する。

### その他の支線
カーク・ローナン線
ケルスソープ・ロード（Kellsthorpe Road）→ロルフズ・キャッスル（Rolf's Castle）→カーク・ローナン（Kirk Ronan）
ソドー・アンド・メインランド鉄道の路線の一部を利用した支線。
ケルスソープ・ロード駅で本線から分岐している。テレビ版ではロルフズ・キャッスル付近で本線の別ルートに接続する路線が分岐している。
旅客運用はカーク・ローナンへ向かう乗客の運搬、貨物運用はカーク・ローナン港で採れた魚やクロバンズ・ゲートで産出した鉱石・スレートの運搬が主。
ノランビー線
ヴィカーズタウン（Vicarstown）→バラフー（Ballahoo）→〈ノランビー・チャーチ（Norramby Church）〉→ノランビー（Norramby）
ソドー・アンド・メインランド鉄道の路線の一部を利用した支線。
ヴィカーズタウン〜クロバンズ・ゲート間をバラフー経由で結んでおり、そこからノランビー方面にも路線が分岐する。テレビ版ではバラフー〜クロバンズ・ゲート間でブルーベル線と波止場専用線が分岐する。
1時間ないし30分に1本の列車が運行している。
ピール・ゴッドレッド線
キルデイン（Killdane）→アビー（Abbey）→〈ハウィン・レイク（Hawin Lake）〉→カーク・マッシャン（Kirk Machan）→ピール・ゴッドレッド（Peel Godred）〈ピール（Peel）〉
1923年、新たに開業したピール・ゴッドレッド電力会社への供給を目的として開通した支線。なお、この支線の開通がミッド・ソドー鉄道閉鎖の遠因となった。
キルデイン駅で本線から分岐しピール・ゴッドレッド駅でソドー・アルミニウム会社専用線に接続する。カーク・マッシャン駅でカルディー・フェル鉄道と連絡している他、テレビ版ではハウィン・レイク〜カーク・マッシャン間で採石場専用線が、カーク・マッシャン〜ピール・ゴッドレッド間でブラック・ロッホ線が分岐している。
ソドー島の鉄道路線の中で唯一電化されており電気機関車が使用されている。運用は主に貨物列車で、1日に8本の列車がキルデインまで運行する。内4本は電気機関車が牽引、もう4本は蒸気機関車が牽引してクロンクまで直通する。

#### テレビ版オリジナルの支線
本線別ルート
マロン（Maron）→ソドー・エアポート（Sodor Airport）→ソドーレスキューセンター（Sodor Search and Rescue Centre）→キラバン（Killaban）→キャバルヌー（Cabalnoo）→ケルスソープ・ロード（Kellsthorpe Road、ケルスソープ）
マロン付近で本線から分岐しケラビー〜ケルスソープ・ロード間のささやきの森付近で再び本線に合流する。ソドーレスキューセンターでエドワードの支線に向かう路線が、キラバン〜キャバルヌー間の海の博物館付近でカーク・ローナン線に向かう路線がそれぞれ分岐している。
ループ線/環状線
ティドマス（Tidmouth）→キャランデール（Callandale）→エルスブリッジ（Elsbridge）→クロスビー（Crosby）
ティドマス付近でダックの支線から分岐しクロスビー付近で本線に合流する。エルスブリッジ駅でトーマスの支線と連絡している。
トビーの支線/トビーの昔の鉄道/ソドー路面鉄道
ブラッフズ・コーブ（Bluff's Cove）→ティドマス・ベイ（Tidmouth Bay）→ロアー・アールズバーグ（Lower Arlesburgh）→アールズデール・エンド（Arlesdale End）→ウルフステッド（Ulfstead）
トビーとヘンリエッタがソドー鉄道に来る直前に働いていた鉄道。原作ではトビーの昔の鉄道はソドー島外のイースト・アングリアにあったがテレビ版ではソドー島内に変更された。以前は栄えていたものの不景気のために廃線となりトビーとヘンリエッタはトップハム・ハット卿に引き取られたが、閉鎖された路線は後に支線としてソドー鉄道に組み込まれることとなった。この鉄道はソドー路面鉄道とも呼ばれており、グレート・ウォータートンに接続しているともされるが詳細は不明。
ブラッフズ・コーブ付近でダックの支線から分岐する。アールズデール・エンド駅でトーマスの支線と連絡している他、ティドマス・ベイ駅付近で金鉱専用線が分岐している。
ブラック・ロッホ線/ミスティ・バレー線
カーク・マッシャン（Kirk Machan）→キャラン（Callan）→キャッスル・ロッホ（Castle Loch）
霧の谷を通ってロッホ城へと続く支線。ロッホ城の再オープン以降、運用が多くなった。当初はジェームスが旅客を担当していたが現在はエミリーが担当することが多い。
カーク・マッシャン〜ピール・ゴッドレッド間でピール・ゴッドレッド線から分岐する。霧の谷を通過後、ブラック湖周辺でループ線を形成している。
アーサーの支線/漁村の路線
バラフー（Ballahoo）→ノランビー・チャーチ（Norramby Church）
ノランビー郊外にある漁村の魚をブレンダムの港へ運搬するために利用される支線。ノランビー線の一部。当初はトーマスが運用を任せられたが、彼の事故後にアーサーが志願して支線を受け持つこととなった。
ウルフステッド線
マロン（Maron）→ボックスフォード（Boxford）→ウルフステッド・キャッスル（Ulfstead Castle）
主にウルフステッド城への観光客運搬に利用される支線。コナーやケイトリンが特急列車を牽いてメインランドとの間を行き来する他、スペンサーがボックスフォード公爵夫妻を別荘へ連れて行く際にも利用される。
マロン付近で本線から分岐する。ボックスフォード付近でボルダー採石場専用線が分岐している。
ハーウィック線
アールズバーグ・ジャンクション（Arlesburgh Junction）→ハーウィック（Harwick）
長編第11作から開通した支線。デイジーが旅客運用、ライアンが貨物運用を担当する。路線建設中に発生した地面の陥没により地下空洞から海賊船が発掘された。

## 他の鉄道会社
スカーロイ鉄道/高山鉄道/スカーロイ線（Skarloey Railway/Skarloey Line）
〈波止場（The Wharf）〉→〈乗換駅（Transfer Yards）〉→クロバンズ・ゲート（Crovan's Gate）→クロス＝ニー＝クーン（Cros-ny-Cuirn）→〈ブルーベル・バレー（Bluebell Valley）〉→グレンノック（Glennock）→レニアス（Rheneas）→｛スカーロイ（Skarloey）→〈デイジー（Daisy Halt）〉←→レイクサイド（Lakeside）｝→〈ティールーム（Tea Room）〉→〈マウンテン・ヴィレッジ（Mountain Village）〉→〈ストロベリー・グローブ（Strawberry Grove）〉→〈ランブリン・ブリッジ（Rumblin Bridge）〉→〈エレファント・パーク（Elephant Park）〉→〈ウルフステッド・キャッスル（Ulfstead Castle）〉
1865年開通。軌間686mm。ウェールズに実在するタリスリン鉄道がモデル。ハンデル・ブラウン卿が所有者でほっそり重役ことピーター・サム氏が支配人。テレビ版では第7シーズンまでトップハム・ハット卿の管理下にあり、第9シーズン以降はミスター・パーシバルが局長。
クロバンズ・ゲート駅でノース・ウェスタン鉄道本線と連絡。レニアス駅を通過後に二手に分岐し、レイクサイド駅とスカーロイ駅を経由してループ線を形成している。また、テレビ版ではクロバンズ・ゲート駅より北東に波止場へ向かう路線があり、ソドー整備工場、乗換駅、波止場の3ヶ所でソドー鉄道と連絡している。ブルーベル・バレー駅でブルーベル線と連絡。ソドー城付近では一旦二手に分岐し再び合流する。その直後に東へ向かう路線が分岐しており、中央駅（ミドル駅）を経てヴィカーズタウンの貨物駅でソドー鉄道と連絡。また、レイクサイド〜スカーロイのループ線の途中で西へ向かう路線が分岐しており、ブルーマウンテン採石場とウルフステッド城でソドー鉄道と連絡。ウルフステッド城の直前にボルダー採石場専用線が分岐しており、ボルダー採石場でもソドー鉄道と連絡する。

陶土採掘場専用線/陶土鉄道（China Clay Railway）
ブレンダム（Brendam）→クレイ・ピッツ（Sodor Clay Pits）
1948年開通。主にビルとベンがブレンダムまで陶土を運搬する際に使用される路線だが、見学者用の特別列車も運行している。
ブレンダム駅及びブレンダム港でエドワードの支線に接続。
カルディー・フェル鉄道/登山鉄道（Culdee Fell Railway/Mountain Railway）
カーク・マッシャン（Kirk Machan）→シャイロー（Shiloh）→スカーロイ・ロード（Skarloey Road）→デビルズ・バック（Devil's Back）→カルディー・フェル・サミット（Culdee Fell Summit）
1900年開通。軌間800mm。ウェールズに実在するスノードン登山鉄道がモデル。ハリー・バレイン卿が社長でウォルター・リチャーズ氏が支配人。
カーク・マッシャン駅でノース・ウェスタン鉄道ピール・ゴッドレッド線と連絡している。

アールズデール鉄道/ちんまり鉄道（Arlesdale Railway/Small Railway）
アールズバーグ・ウェスト（Arlesburgh West）→アールズバーグ・ブリッジ・ストリート（Arlesburgh Bridge Street）→ファーカー・ロード（Ffarquhar Road）→マースウェート（Marthwaite）→アールズデール・グリーン（Arlesdale Green）→アールズデール（Arlesdale）
1967年開通。軌間381mm。イングランドに実在するレーブングラス・アンド・エスクデール鉄道がモデル。ちんまり重役ことファーガス・ダンカンが支配人。
アールズバーグ・ウェスト駅でノース・ウェスタン鉄道のダックの支線と連絡。マースウェート付近からは採石場専用線が分岐している。

別の鉄道/メインランドの鉄道（The Other Railway/Mainland Railway）
イギリス国鉄のこと。
バロー＝イン＝ファーネス駅でノース・ウェスタン鉄道と接続。

### 廃線
ミッド・ソドー鉄道/中部ソドー鉄道（Mid Sodor Railway）
アールズバーグ・ウェスト（Arlesburgh West）→アールズバーグ・ブリッジ・ストリート（Arlesburgh Bridge Street）→ファーカー・ロード（Ffarquhar Road）→マースウェート（Marthwaite）→アールズデール・グリーン（Arlesdale Green）→〈デュークズ・ヴィレッジ（Duke's Village）〉→アールズデール（Arlesdale）→〈古い駅（Old Station）〉→キャス＝ニー＝ハウィン（Cas-ny-Hawin）→ウルフステッド・ロード（Ulfstead Road）→〈エルムズ・ファーム（Elms Farm）〉→バラモッディー（Ballamoddey）→〈ヴェールズブリッジ（Valesbridge）〉→キング・オリーズ・ブリッジ（King Orry's Bridge）
1880年開通。軌間686mm。主に鉱産資源と観光客を運搬していた。デューク、ファルコン（サー・ハンデル）、スチュアート（ピーター・サム）らが在籍していた。不景気により1947年廃線。廃線跡の一部には後にアールズデール鉄道が敷設された。
ウォード・フェル＝バラッドウェイル路面軌道（Ward Fell-Balladwail Plateway）
ウォード・フェル（Ward Fell）→バラッドウェイル（Balladwail）
1806年開通。ソドー島最初の鉄道で、重力を主動力としていた。1810年廃線。
ソドー・アンド・メインランド鉄道（Sodor and Mainland Railway）
カーク・ローナン（Kirk Ronan）→ロルフズ・キャッスル（Rolf's Castle）→ケルスソープ・ロード（Kellsthorpe Road）→クロバンズ・ゲート（Crovan's Gate）→バラフー（Ballahoo）
1853年開通。三大私鉄の1つ。初期にはニールを含む3台の箱型機関車が働いていた。1914年、ノース・ウェスタン鉄道に統合。
ウェルズワース・アンド・サドリー鉄道（Wellsworth and Suddery Railway）
クロスビー（Crosby）→ウェルズワース（Wellsworth）→サドリー（Suddery）→ブレンダム（Brendam）
1870年開通。三大私鉄の1つ。数台のタンク機関車を所有していた。1912年、ティドマス・ウェルズワース・アンド・サドリー鉄道に統合。エドワードの支線の前身。
ナップフォード・アンド・エルスブリッジ鉄道（Knapford and Elsbridge Railway）
ナップフォード（Knapford）→ドライオー（Dryaw）→トリレック（Toryreck）→エルスブリッジ（Elsbridge）
1883年開通。1909年頃、ティドマスへの拡張と同時にティドマス・ナップフォード・アンド・エルスブリッジ鉄道に改名。
ティドマス・ナップフォード・アンド・エルスブリッジ鉄道（Tidmouth, Knapford and Elsbridge Railway）
ティドマス（Tidmouth）→ナップフォード（Knapford）→ドライオー（Dryaw）→トリレック（Toryreck）→エルスブリッジ（Elsbridge）
1909年頃、ナップフォード・アンド・エルスブリッジ鉄道の拡張により開通。若き日のトップハム・ハット卿はこの鉄道で技師を務めており、彼によって「コーヒー・ポット」と呼ばれる機関車が設計された。三大私鉄の1つ。1912年頃、ティドマス・ウェルズワース・アンド・サドリー鉄道に統合。トーマスの支線の前身。
ティドマス・ウェルズワース・アンド・サドリー鉄道（Tidmouth, Wellsworth and Suddery Railway）
ティドマス（Tidmouth）→ナップフォード（Knapford）→クロスビー（Crosby）→ウェルズワース（Wellsworth）→サドリー（Suddery）→ブレンダム（Brendam）
1912年、ティドマス・ナップフォード・アンド・エルスブリッジ鉄道とウェルズワース・アンド・サドリー鉄道の統合により開通。ノース・ウェスタン鉄道の前身となった。1914年、ソドー・アンド・メインランド鉄道と統合されノース・ウェスタン鉄道に。

### テレビ版オリジナルの鉄道会社
ブルーベル鉄道/ステップニーの支線/ブルーベル線（Bluebell Railway/Stepney's Branch Line/Bluebell Line）
クロバンズ・ゲート（Crovan's Gate）→ブルーベル・バレー（Bluebell Valley）→グレート・ウォータートン（Great Waterton）
高山鉄道の沿線を走っている旅客中心の観光用路線で、ステップニーが在籍している。ソドー鉄道の支線のようにも見えるが支配人は異なる。イングランドに実在するブルーベル鉄道がモデル。原作ではステップニーは実在のブルーベル鉄道で働くイングランドの機関車だが、テレビ版ではブルーベル鉄道はソドー島内の鉄道でありステップニー自身もソドー島の機関車という設定に変更されている。
クロバンズ・ゲートより北東の乗換駅付近でノランビー線から分岐。ブルーベル・バレー駅で高山鉄道と連絡しグレート・ウォータートン駅でソドー鉄道本線と接続している。ブルーベル・バレー〜グレート・ウォータートン間でローリング・リバー橋方面へ向かう路線が分岐しているが現在は殆ど使われていない。
領地鉄道（The Estate Railway）
ウルフステッド城の敷地内に敷設されているノランビー伯爵の私有鉄道。観光客に伯爵の領地を案内するため運営されている。スティーブン、ミリー、グリンが働いていて、三線軌条が多用されている。